# Tibellus oblongus
Tibellus oblongus là một loài nhện trong họ Philodromidae.